# BALaT
Pour les articles homonymes, voir Balat.
BALaT, acronyme de Belgian Art Links and Tools, est le portail des bases de données de l'Institut royal du patrimoine artistique (acronyme : IRPA) à Bruxelles. Destiné en priorité aux historiens de l'art, aux chercheurs et aux gestionnaires du patrimoine, ce moteur de recherche mis en ligne en octobre 2013 est également accessible au grand public.

## Bases de données en ligne

### Photothèque
La photothèque comprend près de 750 000 images, dont 650 000 téléchargeables gratuitement.
La photothèque est composée de différents fonds :
- collections publiques belges. Ce fonds constitue le résultat des différentes campagnes menées dans le cadre de l'inventaire photographique. Il couvre les musées, les églises, les abbayes, les CPAS, les écoles, les administrations communales, les ministères, les sites archéologiques... Le patrimoine immobilier et naturel fait également partie de cet inventaire : édifices publics et privés, monuments commémoratifs et funéraires, parcs, paysages, cours d'eau...
- reportages. Fonds achetés à différents photographes dont une partie de l'activité concernait la photographie d'art documentaire. L’IRPA a aussi acquis les clichés "non artistiques" de ces fonds, utiles pour l'histoire culturelle de notre pays. Les sujets sont classés selon douze grands thèmes : animaux, astronomie, cérémonies, flore, folklore, guerre, portraits, professions, spectacles, sports, véhicules et famille royale.
- collections conservées à l'étranger. Œuvres réalisées par des artistes majeurs (dont de nombreux Primitifs Flamands), provenant des collections de musées, églises, galeries... du monde entier (une soixantaine de pays au total).
- collections privées en Belgique et à l'étranger. Les collections de particuliers, d'associations et de compagnies privées présentent différents aspects du patrimoine artistique : beaux-arts, mobilier, textile, orfèvrerie... Elles abritent parfois des trésors cachés qui ont un intérêt majeur pour le pays. De nombreux propriétaires ont collaboré avec l'IRPA pour inventorier leurs objets d'art. À ceux qui le souhaitent, l'IRPA garantit l'anonymat pour l'étude et l'inventaire[2].

### Bibliothèque
La bibliothèque met à disposition des chercheurs quelque 80 000 livres ou articles.
Sujets couverts :
- Art, histoire de l'art et en particulier le patrimoine culturel belge
- Fonds spécial consacré aux Primitifs flamands
- Conservation et restauration des œuvres d'art
- Physique et chimie en rapport avec les matériaux utilisés par les artistes et les produits de restauration

### Personnes et institutions
Près de 200 000 fiches relatives aux acteurs du patrimoine en Belgique, mais aussi à l'iconographie :
- Personnes : artistes, artisans, chercheurs, auteurs de publications, personnes représentées sur des œuvres d'art, défunts mentionnés sur des pierres tombales...
- Institutions : musées, collections, églises, châteaux, éditeurs, sociétés savantes...

## Ressources en ligne
Dix-sept outils (répertoires d'artistes, inventaires d'œuvres et glossaires) sont en ligne en 2019.

### Répertoire des lithographes actifs en Belgique sous la période hollandaise et le règne de LéopoldIer(1816-1865)
Plus de 600 lithographes (dessinateurs lithographes, imprimeurs lithographes, éditeurs de lithographies).

### Répertoire des Tesini. Colporteurs d'estampes originaire du Tesino (Trentin, Italie) actifs en Belgique de la fin duXVIIIesiècleà 1950.
Historique et répertoire des colporteurs originaire du Val Tesino, dans le Trentin, acteurs méconnus des mutations de l'image en Belgique du 18e au 20e siècle : colporteurs d'estampes et de vues d'optique, lithographes, éditeurs de gravures, daguerréotypistes, photographes, ils ont amplifié l'imaginaire visuel des Belges. Leur rôle collectif était jusqu'ici inconnu.

### Corpus laminarum. Frottis de lames funéraires gravées (Collection Ronald Van Belle)
Ce portail présente les relevés sur papier calque de quelque six cents lames funéraires médiévales, modernes ou néo-gothiques, en pierre et/ou en cuivre, conservées dans des églises et chapelles de Belgique, d’Allemagne, de France, des Pays-Bas, d’Angleterre et d’Espagne, ainsi que dans d’autres parties du monde.

### Autres
- Répertoire des maîtres verriers d'Ivo Bakelants et Inventaire des vitraux d'Ivo Bakelants
- Inventaire des papiers peints et Glossaire des papiers peints
- Frames and supports in 15th- and 16th-century Southern Netherlandish Painting
- Closer to Van Eyck : rediscovering the Ghent Altarpiece
- Maître d'Elsloo : Meesterlijk gesneden beelden in België onderzocht(en néerlandais)
- Jan Van Delen (ca 1635-1703) : Catalogue raisonné
- Splendeurs corporatives. Catalogue des portraits officiels dans le Brabant (1585-1800) (en néerlandais)
- Friedländer 3.0 (4 107 fiches du livre de Friedländer Early Netherlandish Painting 1967-1976).
- Retables d'autels baroques
- De reliekenschat van Herkenrode